# Donas (La Coruña)
Donas (llamada oficialmente San Pedro de Donas) es una parroquia y aldea española del municipio de Boqueijón, en la provincia de La Coruña, Galicia.

## Entidad de población
Entidad de población que forma parte de la parroquia:
- Donas

## Demografía
| Gráfica de evolución demográfica de Donas entre 2000 y 2018 |
|                                                             |
| Datos según el nomenclátor publicado por el INE.            |